# Holden (járműgyár)
A GM Holden Ltd., vagy röviden Holden egy ausztrál autógyártó volt, amely Ausztráliában és Óceániában forgalmazott járműveket. Port Melbourne városában, Victoria államban volt a székhelye. A céget 1856-ban alapították, mint nyereggyártó vállalkozást,  1908-tól gyártanak személyautókat. 1931-től a cég az amerikai General Motors tulajdonában van. Miután a GM felvásárolta a Holdent, a cég hivatalos neve General Motors-Holden's Ltd. lett, ami 1998-ban Holden Ltd-re módosult. A cég neve 2005 után GM Holden Ltd. volt. A Holden modellpalettájának nagy része a "badge engineering" terméke, vagyis a GM egyéb márkáinak termékeit forgalmazták Holden néven Ausztráliában, főleg Chevroleteket vagy azokon alapuló típusokat. Az első igazán sikeres „saját tervezésűnek” mondott Holden, az 1948-ban megjelent 48-215 is egy Chevrolet típuson alapult. Így Holden márkanéven került forgalomba a Chevrolet mellett az Isuzu, az Opel, a Suzuki, a Toyota és a Vauxhall több típusa is. 2014-ben a termékek között a GM Korea (Daewoo) autói is fellelhetők voltak. A kocsik megszokott személyszállító változataik mellett platós, illetve áruszállító kivitelben is gyakran készültek. A '80-as évekre a Holden helyzete csődközeli volt, ezért egy rövid ideig fuzionáltak a Toyotával. A 2008-as gazdasági világválság Ausztráliába is begyűrűzött, emiatt a Holden is majdnem megint csődbe ment. Bár régebb óta exportáltak más, hozzájuk hasonlóan bal közlekedésű országokba is autókat, a cég alapvetően a lokális piacra gyártott, ami más multinacionális autógyártóhoz képest, akik Ausztráliában is jelen voltak szűkebb profitlehetőséget jelentett számukra. Az ausztrál dollár gyengélkedése, és a márka autói iránti alacsonyabb kereslet végül drasztikus lépésekhez vezettek: 2013-ban döntöttek az export megszüntetéséről, 2016-ban több modell gyártásának leállításáról, 2020-ban pedig a Holden végleges megszüntetéséről.

## Galéria

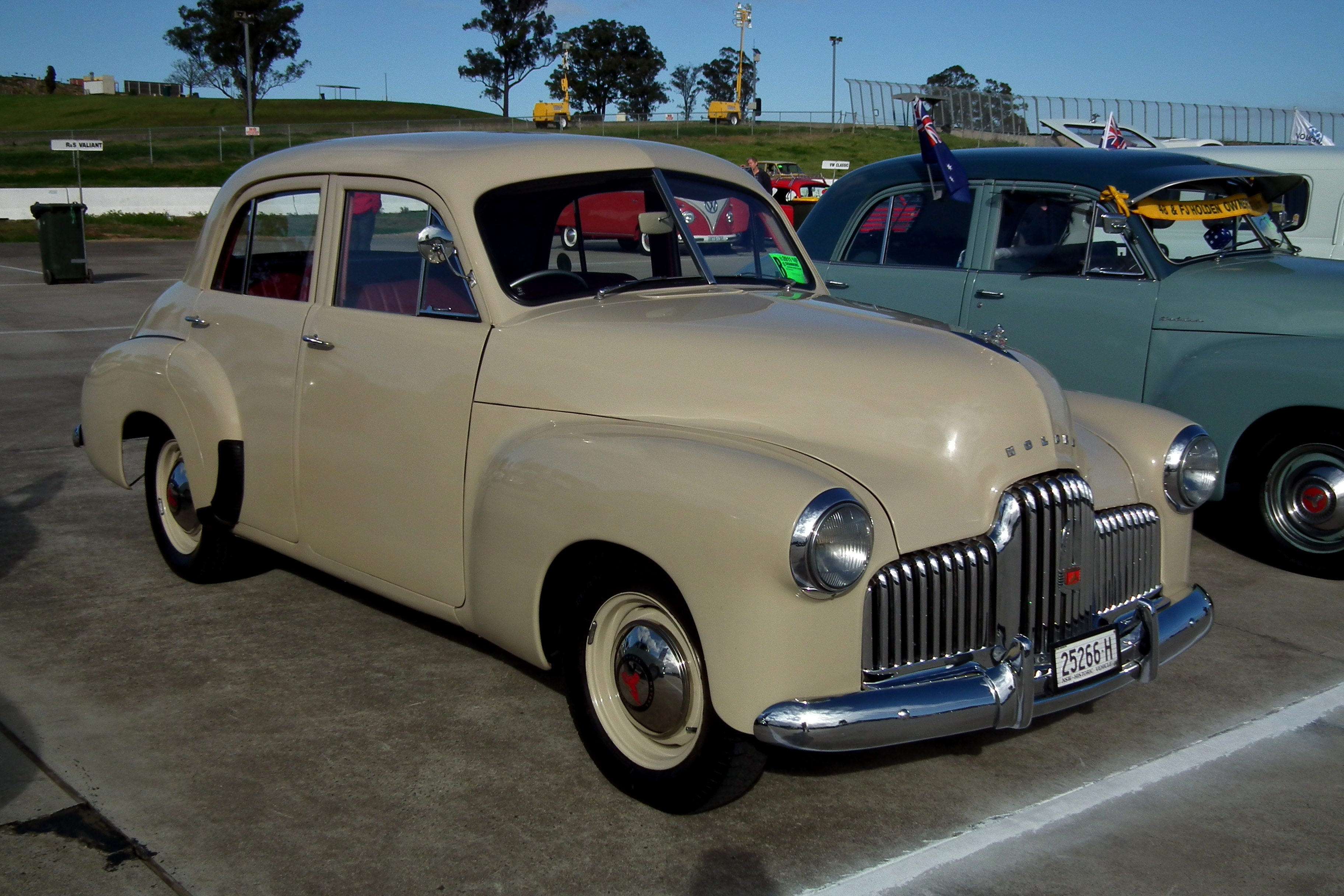
Holden 48-215 (FX) 1951
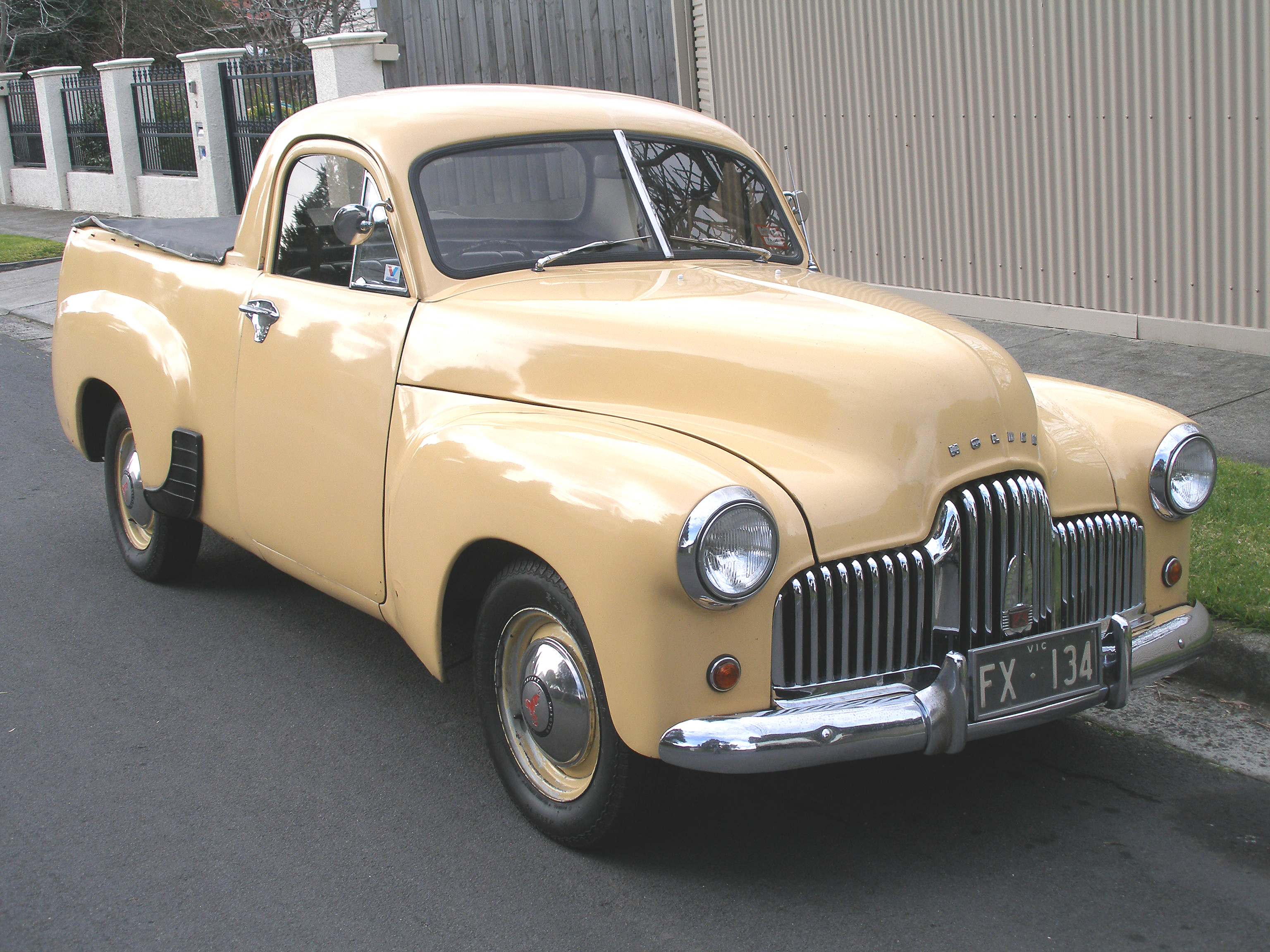
Holden 50-2106, a 48-215 platós változata
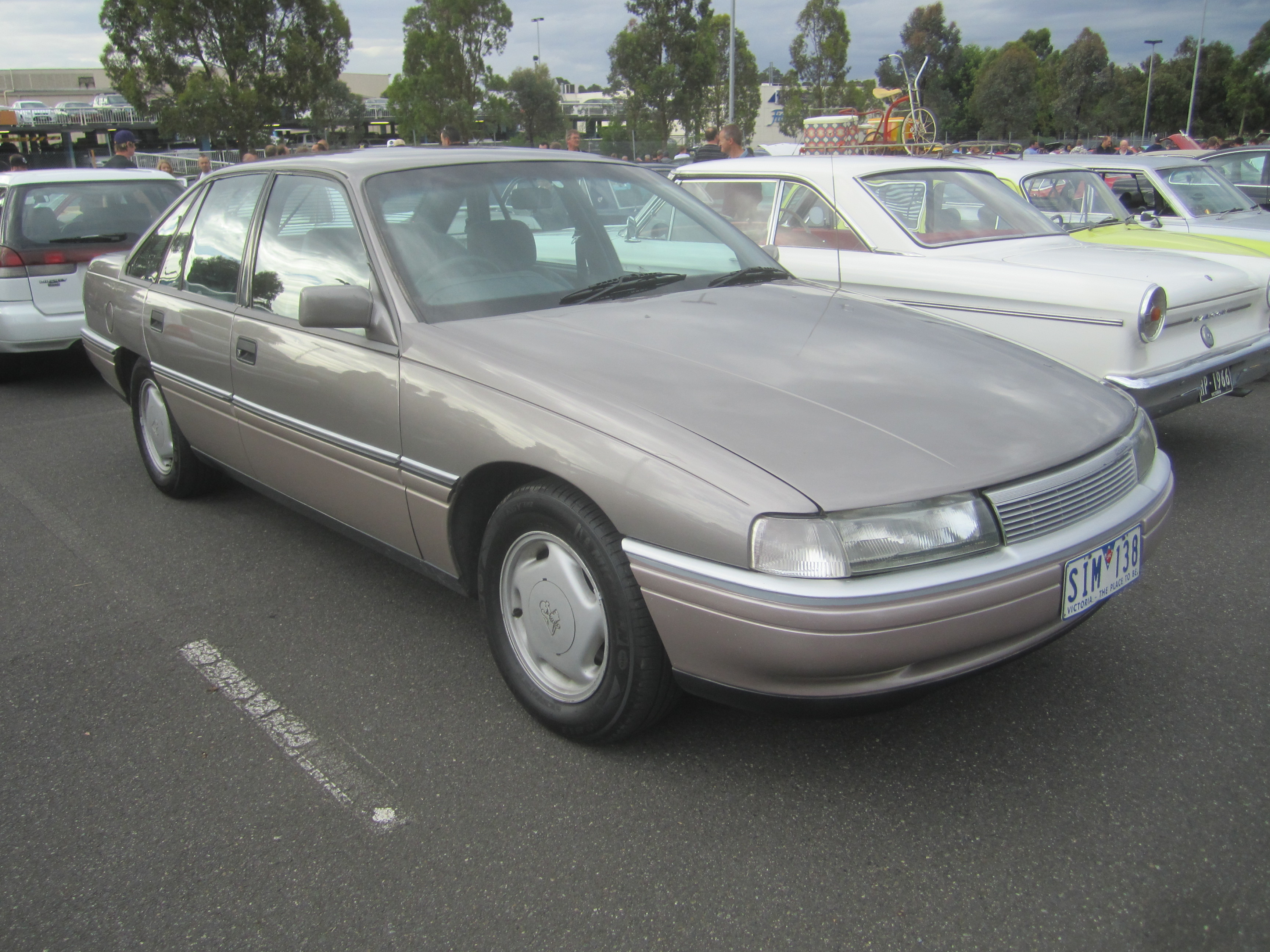
Holden VN Calais 1989
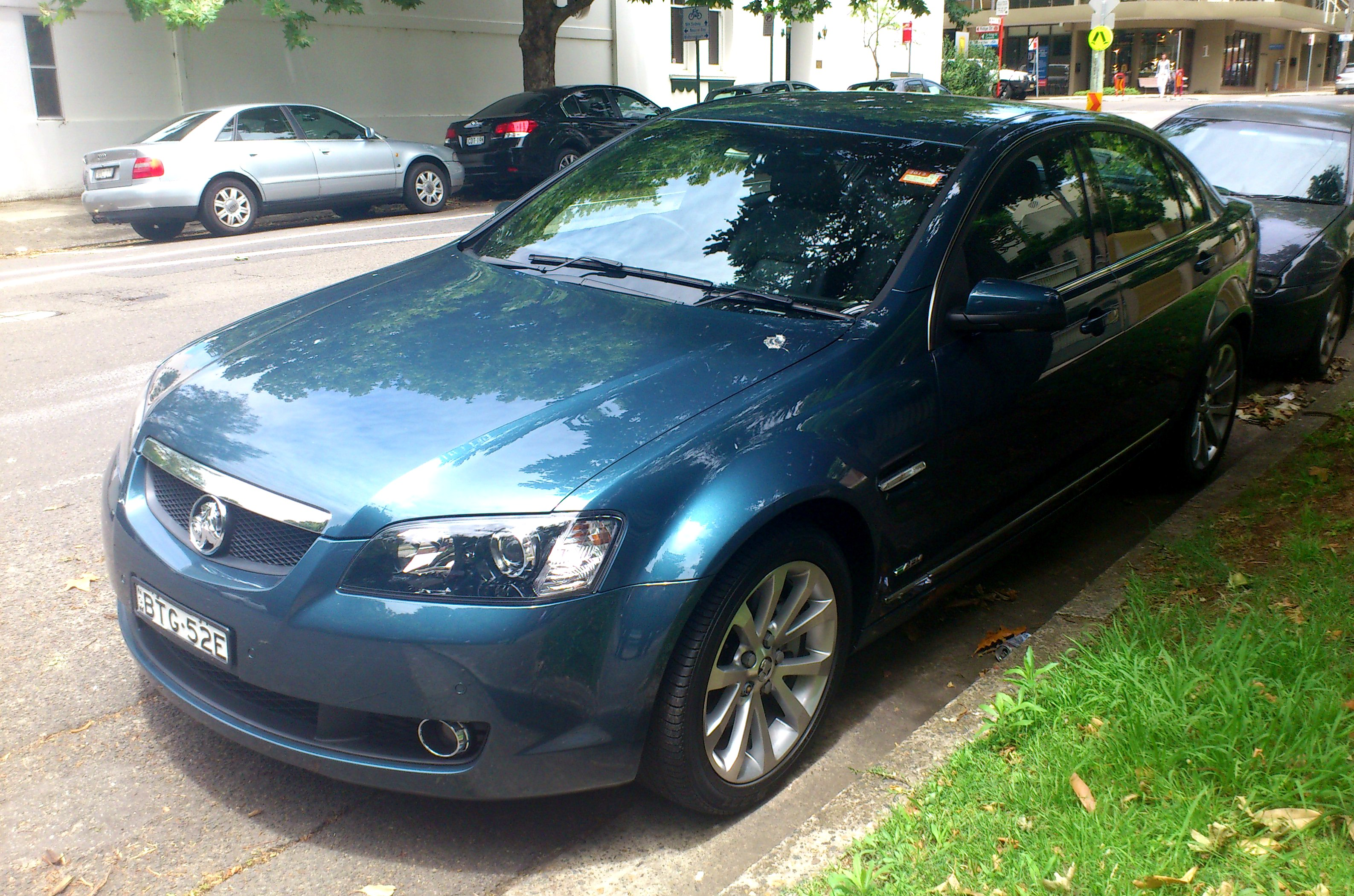
Holden Calais 2006
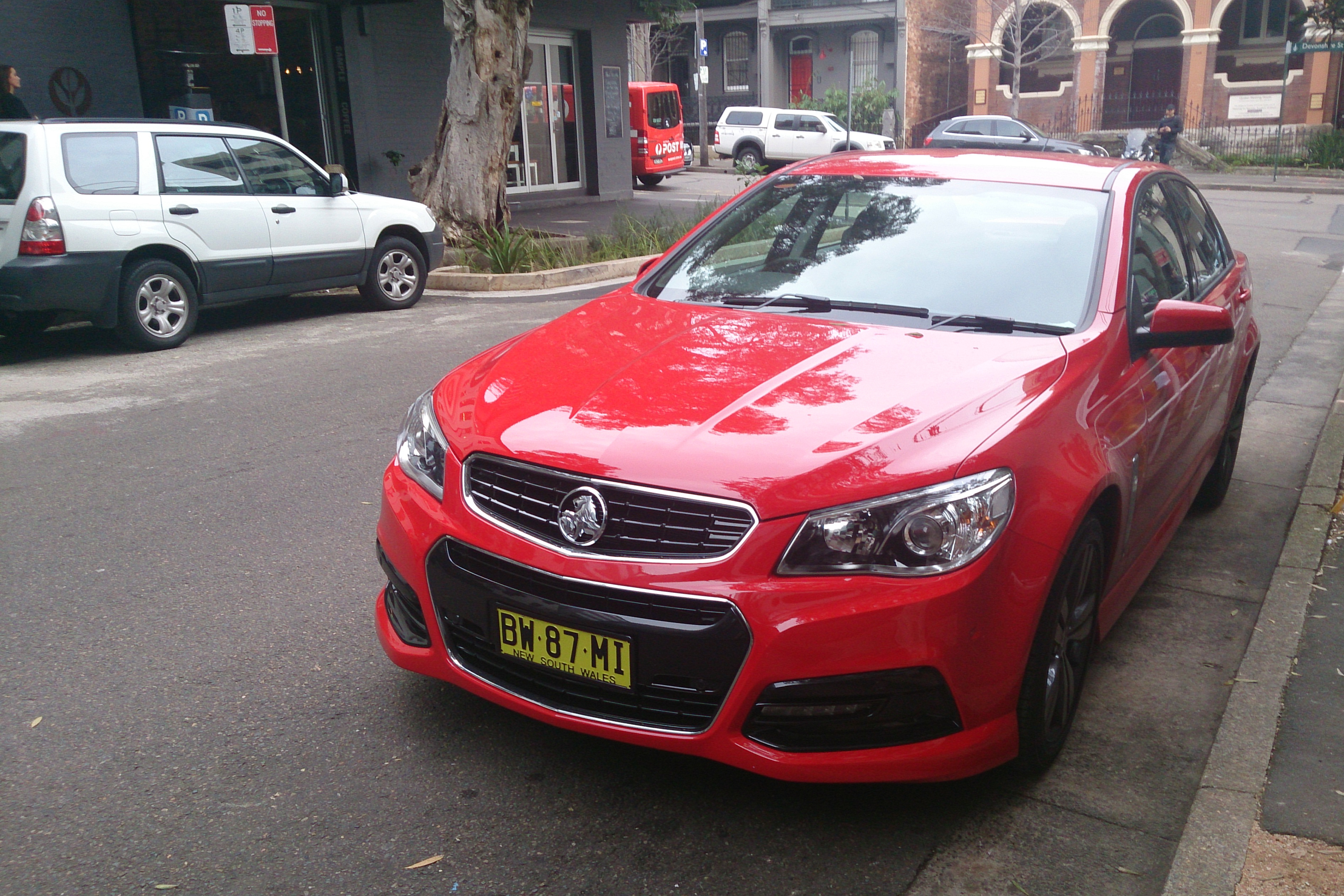
Holden Commodore SV6 2013